# 安定皇甫氏
安定皇甫氏，东汉至魏晋南北朝隋唐时期的一个士族，郡望为安定郡朝那县（今甘肅省靈台縣朝那鎮），其家族著名人物有皇甫规、皇甫嵩、皇甫谧、皇甫鎛等。

## 历史渊源
据《新唐书·宰相世系表》记载：皇甫氏出自子姓。春秋时宋国国君宋戴公子白生公子充石，字皇父。皇父生季子来，来生南雍缺，以祖父的字为氏，此后乃有皇父氏。据唐朝皇甫鉟墓志载：“其先自宋戴公之子充石，字皇父，为宋司徒。生仲，仲生发，发以王父字为族。”
南雍缺（皇父发）六世孙皇父孟之，孟之生皇父遇，至齐国灭宋国（前286年）后，为避乱从河南商丘南迁到山东鲁国，至汉武帝建元二年（前139年）夏季，皇父遇裔孙皇父鸾、皇父卫从鲁国迁徙至陕西茂陵，改皇父氏为皇甫氏。皇甫鉟墓志载：“至武帝初，雍州牧鸾，始自鲁国徙茂陵，故起鸾鸟为始祖。鸾生裒，举至孝，为彭城相，北徙安定，家三水。裒生儁，东汉复为安定都尉。儁生稜，渡辽将军，以永平初徙安定朝那，为郡著姓。稜有八子，为八祖，坟墓皆在安定郡城之西石虎谷口。八祖之后，皆出安定，关中谓之望族，故世为安定人。”郑樵在《通志·氏族略》中则认为是之子皇甫彪有八子：“后汉安定都尉，生稜，始居安定。稜子彪，有八子，号八祖。”《元和姓纂》也载：“稜子彪，有八子，号八祖。”
渡辽将军第六子皇甫旗，生皇甫节、皇甫规，节为雁门太守。节生皇甫嵩，为东汉太尉，谥号元，有子皇甫坚寿。嵩曾孙皇甫谧，字士安，晋朝任中庶子，后辞官专著于学问，号称玄晏先生。《世说新语·文学第四》注引用晋王隐《晋书》：“谧字士安，安定朝那人，汉太尉嵩曾孙也，祖叔献，灞陵令，父叔侯，举孝廉。”
在东汉，皇甫规、皇甫嵩叔侄两人为当世名士、名将，奠定了安定皇甫氏的世家大族地位。西晋十六国时期，五胡乱华，中原大乱，安定皇甫氏聚居地安定朝那也成为各族战乱之地，皇甫氏族人一部分继续辗转流落于北方各地，一部分家族成员则迁徙到南方，先后居住在襄阳、寿春等地，史料中皇甫氏族人在南朝各代的仕宦事迹多有记载。北朝时期，分定氏族，皇甫氏仍被列为高门，北宋邓名世《古今姓氏书辩证》载：“魏定安定皇甫在乙门”。
隋唐以后，皇甫氏远离安定朝那祖居地，散居各处，但都以安定朝那为郡望堂号，自称安定朝那人。

### 分支
《元和姓纂》皇甫一条载：“安定朝那县，彪七代孙轨，五代孙璠，生诞，诞生无逸，唐户部尚书、滑国公，生，沩州刺史，生忠，殿中监。无逸三从弟彬，郎中、秘书少监。”
- 安定皇甫氏，随柱国左光禄大夫弘义明公皇甫诞，有欧阳询楷书《皇甫诞碑》，现藏于陕西西安博物馆碑林。碑载皇甫诞曾祖重华，使持节、龙骧将军、梁州剌史。祖和，雍州赞治，赠使持节、散骑常侍、车骑大将军、仪同三司、胶泾二州刺史。父璠，使持节、骠骑大将军、开府仪同三司、随州刺史、长乐恭侯。子皇甫无逸，唐高祖时民部尚书、上柱国、滑国公。无逸生，沩州刺史，孙皇甫忠，开元中为卫尉卿。

- 郑州皇甫氏，皇甫轨子少弘，弘玄孙皇甫和，北齐海陵太守，生皇甫聿道，世代居于河南荥阳，号郑州皇甫氏。道生万龄、屏度，吏部郎中。又轨三从弟况，生益、兴，益五代孙元凯，商州刺史，生德骥，蔡州刺史。兴六代孙公义，工部侍郎，四从侄思忠，邛州刺史。

- 山东皇甫氏，七代孙皇甫真，真玄孙皇甫椿龄，居荥阳，号山东皇甫氏。椿龄生玚，玚五代孙思义、思智。玚，考功员外，生铦，工部郎中。

- 寿春皇甫氏，与皇甫无逸同为晋代广魏太守皇甫固之后，固子皇甫柴，迁徙到襄阳，后又徙寿春。南朝梁南徐州刺史皇甫望，生豫章太守、建昌侯皇甫朋，朋生隋南顿县令皇甫仲延，延生隋右屯卫兵曹、寿州霍丘县令，唐湖州司马、资州长史皇甫珎义，珎义生文亮、文房。皇甫文亮，唐鸾台侍郎、扬魏等四州刺史，生皇甫知常，知常，汾怀汴等六州刺史，扬洛二州长史，生怿、悟、慎。皇甫文房，唐朝散大夫、太子舍人、铭州司马。子皇甫希庄、皇甫镜几、皇甫邻几，希庄生翼，尚书左丞。翼生准，镜几生皇甫恂，恂生岳、岩。邻几，太子洗马，生憬、悰、愔、愉。愉生鎛、镛，皇甫鎛，唐宪宗宰相，生，字德卿，中书舍人、福建观察使，子蕴。皇甫镛，字和卿，有二子，曰璥曰珧。

- 乐陵皇甫氏，状云晋代征士皇甫谧之后，从安定朝那迁徙至沧州，皇甫谧十一世孙皇甫德参，唐监察御史，生皇甫寡过，唐洛阳县丞，赠兵部尚书。生皇甫乾遂，唐州长史，赠越州都督。生侁、胤（伯琼、仲玉）。皇甫侁，尚书左丞，洪州采访使，赠兵部尚书。生皇甫政，左散骑常侍，历任寿州刺史、兵部郎中、御史大夫、宣越观察使。政生皇甫瑾，华原县主簿、集贤校理，累赠吏部郎中。瑾第三子皇甫鉟（799-862），字昭文，给事中，赠刑部侍郎，生六子二女：滋、潀、涣、颍、盥、冰。皇甫胤，齐州刺史，生教、敏、徹。皇甫教，工部员外郎，徹又名皇甫澈（743-802年），永泰初登进士科，官蜀州刺史，贞元十八年卒于成都官舍。徹生汝州刺史、赠尚书右丞皇甫曙，曙生皇甫燠（802-862）、皇甫炜（813-865）等。